# Batalla de Oroquieta
La batalla de Oroquieta fue un enfrentamiento entre carlistas y liberales durante la tercera guerra carlista. El pretendiente carlista Carlos VII fue derrotado y a punto estuvo de ser capturado, teniendo que huir del país, dando así tiempo para crecer a la nueva insurrección, ya que ésta había quedado prácticamente desmantelada tras la batalla. Será durante esta acción cuando intervenga por primera vez la Cruz Roja Española dirigida por Nicasio Landa.

## Antecedentes
El 21 de abril de 1872 se produjo el levantamiento carlista que daría lugar a la tercera guerra de este nombre.

“Querido Rada:
El momento solemne ha llegado. Los buenos españoles llaman a su legítimo Rey, y el Rey no puede desoir los clamores de la Patria.
"Ordeno y mando que el día 21 del corriente se haga el alzamiento en toda España al grito de ¡abajo el extranjero! ¡Viva España! 
“Yo estaré de los primeros en el puesto del peligro. El que cumpla merecerá bien del Rey y de la Patria; el que no cumpla sufrirá todo el rigor de mi justicia. Dios te guarde.- Carlos”
 Carlos VII, Ginebra, 14 de abril de 1872

En el País Vasco y Navarra el levantamiento atrajo a la mayoría de la población, pero los militares carlistas, en vez de agrupar a los voluntarios que se presentaban, dejaron que éstos recorriesen la región sin ningún orden y en grupos de más de mil personas (varones y también mujeres), que estaban mayormente desarmados.

### La acción de Arizala
El 24 de abril estaban situadas en Salinas de Oro (Valle de Guesalaz) tropas al mando del teniente coronel Antonio Pino en dirección hacia Arizala. El comandante general carlista, Fulgencio Carasa, conocedor del movimiento de su oponente, maniobra con una tropa de 1200 carlistas buscando en la cercana Abárzuza un punto de apoyo a sus columnas. Posicionadas las cuatro compañías del Regimiento de Las Navas comandadas por Pino, los carlistas simulan retirarse. Para cuando se percata Pino del engaño los carlistas, cargando a la bayoneta, toman todas las posiciones amadeistas y Pino se retira por la única vía libre hacia Pamplona abandonando impedimenta, bagajes y equipos.

### Don Carlos en España
El pretendiente cruzó el dos de mayo la frontera, antes de haber dado tiempo al creciente ejército a aumentar y expandirse por el territorio vasco-navarro, quedando pues muy inseguro. El general Serrano, viendo que don Carlos marchaba junto a su exigua tropa en completo desorden, mandó a Domingo Moriones el ataque. A pesar de que su ejército era numéricamente inferior, estaba bien armado y provisto de artillería. El 3 de mayo se aproximó a Oroquieta, al día siguiente atacó la localidad navarra. La batalla pasó a la historia como el desastre de Oroquieta.

## La batalla
La batalla (si se puede llamar así), comenzó con el ataque liberal a la localidad de Oroquieta. Las tropas carlistas estaban desperdigadas por los pueblos vecinos. A pesar de que las mal armadas tropas carlistas en un principio pudieron resistir y el general Ollo llegó desde Elzaburu con más tropas, la artillería liberal fue decisiva, haciendo huir a los carlistas, que se retiraron en completo desorden. Los liberales hicieron más de 700 prisioneros y don Carlos escapó al galope, a punto de ser capturado y teniendo que cruzar la frontera. No volvería hasta casi un año después.

## Consecuencias
Las consecuencias a corto plazo fueron muy perjudiciales para los carlistas, que se vieron privados de ejército y de su líder. Además, los generales carlistas Fausto de Urquizu, Juan de Orúe y Antonio de Arguinzóniz firmaron con Serrano el Convenio de Amorebieta, que supuestamente ponía fin a la guerra, pero ni liberales ni carlistas lo aceptaron, quedando además todos los firmantes muy perjudicados ante sus bandos.
A pesar de dicho convenio, los tradicionalistas continuaron el alzamiento y en 1873 don Carlos volvió a España, pudiendo consolidar su poder en las zonas tradicionalmente carlistas y continuar con la guerra hasta 1876.